# Горем (Нью-Йорк)
Горем (англ. Gorham) — місто (англ. town) в США, в окрузі Онтаріо штату Нью-Йорк. Населення — 4106 осіб (2020).

## Демографія
Згідно з переписом 2010 року, у місті мешкало 4247 осіб у 1663 домогосподарствах у складі 1142 родин. Було 2183 помешкання
Расовий склад населення:
| - 97,7 % — білих - 0,6 % — чорних або афроамериканців - 0,5 % — азіатів |

До двох чи більше рас належало 0,5 %. Частка іспаномовних становила 1,7 % від усіх жителів.
За віковим діапазоном населення розподілялося таким чином: 22,5 % — особи молодші 18 років, 60,9 % — особи у віці 18—64 років, 16,6 % — особи у віці 65 років та старші. Медіана віку мешканця становила 44,7 року. На 100 осіб жіночої статі у місті припадало 96,9 чоловіків; на 100 жінок у віці від 18 років та старших — 95,8 чоловіків також старших 18 років.
Середній дохід на одне домашнє господарство становив 74 765 доларів США (медіана — 57 240), а середній дохід на одну сім'ю — 93 339 доларів (медіана — 76 927). Медіана доходів становила 51 757 доларів для чоловіків та 44 781 долар для жінок. За межею бідності перебувало 9,5 % осіб, у тому числі 20,6 % дітей у віці до 18 років та 4,9 % осіб у віці 65 років та старших.
Цивільне працевлаштоване населення становило 2035 осіб. Основні галузі зайнятості: освіта, охорона здоров'я та соціальна допомога — 31,8 %, роздрібна торгівля — 17,4 %, виробництво — 10,7 %, будівництво — 10,0 %.